# Salix retusa
Espèce
Salix retusa, le Saule émoussé ou le Saule à feuilles tronquées, est une espèce de plantes à fleurs de la famille des Salicaceae. C'est un saule nain des régions arctiques et alpines.

## Description
Salix retusa est un saule rampant, assez commun sur les pelouses et les rocailles humides des zones boréo‐arctique et alpine, en terrain calcaire notamment dans les combes à neige. En France, l'espèce est présente à une altitude comprise entre 1 200 à 3 000 m dans les Alpes, les Pyrénées et le massif du Jura. 
Sa hauteur varie de 5 à 10 cm. Les feuilles, qui mesurent de 1 à 2 cm de long, sont entières ou légèrement denticulées et obtuses ou échancrées au sommet. Les chatons comportent peu de fleurs et leur floraison estivale a lieu en même temps que la feuillaison, c'est-à-dire de juin à juillet.

## Association
Salix retusa est en association mycorhizienne avec l'Helvelle Helvella capucina.